# Соляной (Волгоградская область)
Соляной — микрорайон Красноармейского района
города Волгограда Волгоградской области России. Упразднённый в 2010 году посёлок в Светлоярском районе Волгоградской области, включённый в состав Красноармейского района Волгограда.

## История
Посёлок основан во время строительства канала пленными немцами. Примерное время создания 1949 год. Изначально посёлок состоял из бараков (некоторые из них сохранились) и палаток для временного проживания. Позже посёлок был застроен коттеджами, они строились по немецкому дизайну.
Посёлок принадлежал каналу, некоторые дома отдавали рабочим, которые стояли на очереди. В одном доме могло жить по 2-3 семьи.
В 1954 году в посёлке снимали фильм «Надежда».

## Инфраструктура
Школа № 79,три магазина в середине посёлка, остановка, клуб и баня (заброшенные), стадион, бывший сельский совет (сейчас он переделан), были столовая и общежитие (отданы под дома), ясли (также отданы под жильё), садик, имеется спуск к каналу (но он доступен только работникам местного флота), рядом с посёлком есть два шлюза № 7 и № 8, был детский дом (сейчас в этом доме живут люди без определённого места жительства), есть несколько двухэтажных домов (их часто сдают приезжим или рабочим).

## Достопримечательности
- Памятник «Строителям канала»

## Транспорт
Автобусное сообщение с городским центром. Железнодорожная платформа Соляной (43 км).
Через посёлок проходит автотрасса Западный объезд Волгограда.